# Šalim
Šalim (Xalim, Shalim, Xalem, Shalem) és un déu del panteó ugarític esmentat a inscripcions en tauletes exhumades durant les excavacions del palau d'Ugarit, a Síria. Segons l'arqueòleg americà William Foxwell Albright, Šalim i el seu bessó Šaḥar són representacions dels dos aspectes del planeta Venus, Šalim és el déu del crepuscle identificat amb «l'estrella del vespre», i Šaḥar el déu de l'alba identificat amb «l'estrella del matí».
Les excavacions del palau d'Ugarit varen posar al descobert gran quantitat de tauletes, escrites en diferents idiomes i referents a diverses temàtiques. El 1930, Schaeffer i Chenet varen recollir molts dels textos, un dels més ben conservats és un poema escrit a una tauleta que es conserva en el museu del Louvre i que relata la història mítica del naixement de les dues deïtats astrals: Šaḥar i Šalim, l'estrella del matí i de l'estrella de la tarda, anomenat El naixement dels déus elegants i bells. La tauleta relata el matrimoni del gran déu El amb dues dones amb les quals engendra els dos bessons, «els déus elegants», que anomena els fills del mar, una mena de mite dels orígens de la civilització i l'agricultura. Tots dos són alletats per «La Dama», probablement Anat (Athirat o Asherah), i tenen tanta gana com «(un) llavi a la terra i (un) llavi al cel»; en altres textos ugarítics, els dos déus nounats són associats amb la deessa del sol. Una altra inscripció és una frase que es repeteix tres vegades: «Permetin-me invocar els déus amables, els déus voraces de ym». Ym en la majoria de les llengües semítiques significa «dia» i Šalim i Šaḥar, divinitats bessones del capvespre i l'alba, es van concebre com el començament i final del dia.
Šalim també es menciona per separat a les llistes de déus d'Ugarit i les formes del seu nom també apareixen en noms personals, potser com un nom o epítet diví. Molts estudiosos creuen que el nom de Šalim es preserva en el nom de la ciutat de Jerusalem. El déu Šalim pot haver estat associat al vespre i l'estrella del vespre en els sentits etimològics de la 'finalització' del dia, la 'posta de sol' i la 'pau'.